# Alexander Berger
Alexander Berger (ur. 27 września 1988 w Aichkirchen) – austriacki siatkarz, grający na pozycji przyjmującego, reprezentant Austrii. 
28 sierpnia 2015 roku poślubił austriacką pływaczką Mirnę Jukić. Obu sportowcom w kwietniu 2017 roku przyszła na świat córka, a 23 maja 2019 roku syn. Przed zawodowym uprawianiem siatkówki naprawiał komputery.

## Sukcesy klubowe
MEVZA:
- 2012
- 2011
- 2010, 2013

Mistrzostwo Austrii:
- 2010, 2011, 2012, 2014
- 2013

Puchar Austrii:
- 2014

Liga Mistrzów:
- 2017
- 2018

Mistrzostwo Włoch:
- 2018
- 2019
- 2017

Superpuchar Włoch:
- 2017

Puchar Włoch:
- 2018, 2019

## Sukcesy reprezentacyjne
Liga Europejska:
- 2016[7]

## Nagrody indywidualne
- 2016: Najlepszy przyjmujący Ligi Europejskiej[8]